# のってけエクスプレッツ
『のってけエクスプレッツ』とは、ミルキーカートゥーン製作の連続短編アニメ。MBS・TBS系列で放送された番組「ブリンぶりん家」～「フューチャービーンズ～みらい豆」内にて、2004年4月4日から10月3日にかけて放映された。2004年6月にはアヌシー国際アニメーション映画祭にノミネートされた。

## 概要
「ブリンぶりん家」放映時、他のアニメも一緒に放映されていたが、最終回まで放映されたのはこの作品だけである。従って、「フューチャービーンズ～みらい豆」では4話分しか放映されなかった（ブリンぶりん家最終回放映時、この作品はまだ最終回を迎えていなかったため）。
本の中の世界は、ほぼすべてのものが薄っぺらい感じになっており、今までのミルキーカートゥーンの作品『グレゴリーホラーショー』『ペコラ』『ミッドナイトホラースクール』のような、3DCGによるキューブ状の独特な姿をした登場人物は出てこない。本の外の世界は3DCGを使用しているが、坊やたちの姿が見当たらないため、キューブ状の姿をしているかどうかは不明。この作品の後に発表された『パピピピプピ』『ボーノーモ』『プチブタヅカ』などの登場人物はキューブ状の姿をしていない。
放送から5年半以上経った2009年12月23日にCCRエンタテイメントよりDVD全2巻が発売された。
テレビアニメで唯一JR東日本から商品化の許諾を得ている。

## あらすじ
「HAPPY WOOD」という絵本の主人公であるツバサは、「線路はどこまでも続いている」と信じていた。ある時偶然トンネルを見つけたツバサは、線路に終わりがある（HAPPY WOODの物語が終わってしまう）ことを知る。
そんな時、黒い霧がHAPPY WOODの世界を覆い、草木は枯れ、看板などは崩れてしまう。
この状況を打開すべく、ツバサ達は絵本の世界から現実の世界へと旅立った。現実の世界に来たツバサたちは、自分達のいた本が数え切れないほど無数にある本のうちの一冊でしかなかったことを知り、たくさんの物語の中にきっと「希望」があるのだと確信する。
そして、黒い霧を出していた犯人でもあり、物語をバッドエンドに変えてしまう存在、そしてかつてある物語のヒーローだったブラックエクスプレッツは、ツバサ達を追いかけ、行く先々で妨害をしていく。

### ツバサたちの旅の順路
HAPPY WOOD → ピラミッド関係の本 → 恐竜図鑑 → 飛行機の図鑑 → 電化製品のカタログ → おばけの本 → レーシーングカー図鑑 → 料理本 → 列車の図鑑（本の中は博物館のようになっていた） → 未来列車シルバーエクスプレッツ

## 登場人物

### 主要人物
ツバサ
声：佐藤ゆうこ
空色の列車。天真爛漫で、皆を引っ張っていく存在だが、いざというとき弱気になることも。
アサヒ
声：うえだゆうじ
オレンジ色の列車。ムードメイカーで、ギャグをよく言うお調子者。
コマチ
声：枝村みどり
みんなのお姉さん的存在な、ピンクの列車。
アサマ
声：若林正
青を基調としたカラーの列車。落ち着いた紳士だが、怒ると怖い。
ヤマビコ
声：幸野善之
サボテンのような列車。帽子で目が隠れているが、時々赤か濃いピンクの目が見える。余談だが、『グレゴリーホラーショー』において幸野演じるカクタスガンマンと姿におけるテーマ（サボテン）が酷似している。
ロードローラー
声：桜井敏治
本と本をつなぐレールを敷く唯一の存在。「～だロラ」が口癖。初登場時はガラクタの山の中で眠っていたが、ツバサたちが部品を与えたことにより、目覚める。
ブラックエクスプレッツ／シルバーエクスプレッツ
声：桐井大介
列車。スピード狂。正体は「未来列車シルバーエクスプレッツ」の主人公であるシルバーエクスプレッツ。絶望して魔力と引き換えに、自分の世界の本をバッドエンドにした。
最終回では、ブラックの姿のままタイニーを救出。タイニー本人はシルバーと呼んでいたが、素直でない性格は直っていない（ただし、本編終了直後の画面ではシルバーエクスプレッツに戻っている）。
パトエクスプレッツ
声：石川ひろあき
ブラックを追っている巡査列車。神出鬼没で、サイレンを鳴らしたり、一人称が本官だったり、「～であります」が口調だったりとかなり警官らしいキャラクターになっている。
タイニートレインの実兄だということが後に判明し、最終回ではタイニートレインの兄として、タイニートレインとお近づきになろうとするアサヒを威嚇した。
坊や
声：宮沢りえ
この物語のストーリーテラー的存在。かなりの本好きだと思われる。本篇中で姿を現すことはなく、ツバサたちと直接会話をしたり姿を見たりすることはできないが、未来列車シルバーエクスプレッツの本に涙をこぼすと、それがブラックエクスプレッツの涙 = 希望のかけら = 本の世界への鍵の鍵穴となるなど、ツバサたちの旅に影響している。
坊やのママ
声：枝村みどり
チビコプター
声：大野まりな
ヘリコプターのような生き物。ツバサたちの好奇心を刺激する情報を与えるが、その情報は肝心なところが抜けている。

### ツバサが旅の中で出会う人々
ロコじい
声：丸山詠二
HAPPY WOODのトンネルの先でツバサに外の世界の存在を教えた機関車。第2話あたりでは瀕死の状態であり、Happy Woodの世界がバッドエンドになるのを防ぐため、自分の力を振り絞って、自分のいるところにつながるトンネルをふさいだ。最終回ではHAPPY WOODの世界で元気に過ごしていた。
ピレーネ
声：松尾まつお
HAPPY WOODの住人で、緑色の列車。ツバサたちの出発を見送った。
ミイラ男
声：チョー
強制的に棺に閉じ込められた王子。「～だマミー」が口癖。
ライトフライヤー号
声：桜井敏治
飛行機の本の住人。ライト兄弟が発明した人類初の飛行機。自身の性能の悪さに、ツバサたち列車にあこがれるが、仲間がブラックエクスプレッツによって操られた際、ツバサに乗せてもらった上での助走をはたし、空を飛んで格納庫の火を消す。
電球ボーイ
声：浅田葉子
家電製品カタログの住人。ブラックエクスプレッツにそそのかされて、自分は必要ないと思い込み、電球のページを破って文字通り身投げを図るが、ショー会場が停電になった際、必要とされ、皆の人気者となる。
ファニーゴースト
声：川田妙子
オバケの本の住人。顔が怖くない故に、それがコンプレックスになっていた幽霊。ブラックと出会い、心まで怖くなるものの、コマチにとりついた際エクソシスターズに追い出される。最終的には、面白い顔で皆を喜ばせることができるようになった。
エクソシスターズ
コマチに憑依していたファニーゴーストを追い出した、老いた姉妹。
シェフストマック
料理本に出てきたシェフ。長年客が来なくて困っていたが、ツバサたちの助力で店が繁盛する。だが、客が店の料理を食べるたびにその料理がメニューから消えるという難点を抱えていた。
ストライブ
声：大津田裕美
レーシングカー。ブラックにレース会場をめちゃくちゃにされるが、ツバサが代理で出場してブラックエクスプレッツを打ち負かした。

タイニートレイン
声：前田ちあき
パトエクスプレッツの妹にして、シルバーエクスプレッツの恋人。ブラックエクスプレッツの魔法で本の中に閉じ込められ、他のものとともに闇と同化した為、パトエクスプレッツの回想以降出演したときは、音声のみだった。ブラックエクスプレッツを恨んでいた描写はなかったが(悲しんでいると見られる描写がほとんどだった)、最終回ではブラックエクスプレッツのことをシルバーと呼んで愛していた。

## スタッフ
- 企画・プロデュース：齋藤洋久、増田孝
- ストーリーボード：酉澤安施、橋爪謙始
- 制作：ミルキーカートゥーン
- 制作協力：ピラミッドフィルム
- 監督：浅井幸信
- 脚本：イワタナオミ、富永舞
- 音楽：菅原弘明